# Skavkulla och Skillingenäs
Skavkulla och Skillingenäs is een plaats in de gemeente Karlskrona in het landschap Blekinge en de provincie Blekinge län in Zweden. De plaats heeft 380 inwoners (2005) en een oppervlakte van 78 hectare.